# روي ميري
روي ألكسندر ميري ميدرانو (بالإسبانية: Roy Myrie)‏ (مواليد 21 أغسطس 1982 في كوستاريكا) لاعب كرة قدم كوستاريكي دولي يجيد اللعب في خط الدفاع . يلعب حاليا لصالح نادي غينت البلجيكي منذ 2008 .

## مسيرته الكروية
لعب روي ميري خلال مسيرته الاحترافية مع 5 أندية في ستة عشر موسمًا وسجل خلالها 20 هدف ضمن 229 مباراة. حيث فاز في موسم واحد بالكأس وفي ثلاثة مواسم بالدوري.
خاض روي ميري مسيرته مع نادي ألاجولينسي في موسم 2001–02 ليلعب معه سبعة مواسم، مشاركًا في 75 مباراة سجل خلالها 6 أهداف. ثم انتقل إلى نادي غينت في موسم 2008–09 ليلعب معه أربعة مواسم، حيث شارك في 32 مباراة سجل خلالها هدفًا واحدًا. لينتقل بعدها إلى C.S. Uruguay de Coronado ‏ في موسم 2012–13 لمدة موسم واحد، مشاركًا في 21 مباراة سجل خلالها هدفًا واحدًا أيضًا. ثم انتقل إلى Belén F.C. ‏ في موسم 2013–14 لمدة موسم واحد، مشاركًا في 26 مباراة سجل خلالها هدفًا واحدًا أيضًا. هذا وانتقل لاحقًا إلى A.D. Municipal Pérez Zeledón ‏ في موسم 2014–15 واستمر معه طيلة ثلاثة مواسم، مشاركًا في 75 مباراة سجل خلالها 11 هدفًا.

## روابط خارجية
- روي ميري على موقع الاتحاد الدولي (مؤرشف)  (الإنجليزية)
- روي ميري على موقع قاعدة بيانات كرة القدم.إي يو (الإنجليزية)
- روي ميري على موقع ناشيونال فوتبول تيمز (الإنجليزية)
- روي ميري على موقع Soccerway.com (الإنجليزية)
- روي ميري على موقع عالم كرة القدم.نت (الإنجليزية)
- روي ميري على موقع أوليمبيديا (الإنجليزية)